# 100 mètres masculin aux Jeux olympiques d'été de 2020 (athlétisme)
Pour des articles plus généraux, voir Athlétisme aux Jeux olympiques d'été de 2020 et 100 mètres aux Jeux olympiques.
Navigation
Rio 2016 Paris 2024
L'épreuve du 100 mètres masculin aux Jeux olympiques de 2020 se déroule les 31 juillet et 1er août 2021 au Stade olympique national de Tokyo, au Japon.

## Records
Avant cette compétition, les records dans cette discipline étaient les suivants : 
| Record du monde  | Usain Bolt (JAM) | 9 s 58 | Berlin  | 16 août 2009 |
| Record olympique | Usain Bolt (JAM) | 9 s 63 | Londres | 5 août 2012  |

## Programme
Tous les horaires correspondent à l'UTC+9
| Date                   | Horaire | Manche            |
| ---------------------- | ------- | ----------------- |
| Samedi 31 juillet 2021 | 09 h 00 | Tour préliminaire |
| Samedi 31 juillet 2021 | 19 h 00 | Séries            |
| Dimanche 1er août 2021 | 19 h 00 | Demi-finales      |
| Dimanche 1er août 2021 | 21 h 50 | Finale            |

## Médaillés
| Or             | Argent      | Bronze          |
| Marcell Jacobs | Fred Kerley | Andre De Grasse |

## Résultats

### Tour préliminaire
Les 3 premiers de chaque série (Q) et le meilleur temps (q) se qualifient pour le premier tour.

#### Série 1
| Rang | Couloir | Athlète               | Pays              | Temps | Notes |
| ---- | ------- | --------------------- | ----------------- | ----- | ----- |
| 1    | 7       | Ngoni Makusha         | Zimbabwe          | 10.32 | Q     |
| 2    | 8       | Fabrice Dabla         | Togo              | 10.57 | Q     |
| 3    | 6       | Yeykell Eliuth Romero | Nicaragua         | 10.62 | Q     |
| 4    | 1       | Hassan Saaid          | Maldives          | 10.70 | SB    |
| 5    | 3       | Shaun Gill            | Belize            | 10.88 |       |
| 6    | 9       | Pen Sokong (it)       | Cambodge          | 11.02 | SB    |
| 7    | 4       | Sha Mahmood Noor Zahi | Afghanistan       | 11.04 | PB    |
| 8    | 5       | Lataisi Mwea          | Kiribati          | 11.25 |       |
| 9    | 2       | Nathan Crumpton       | Samoa américaines | 11.27 | PB    |

#### Série 2
| Rang | Couloir | Athlète            | Pays                | Temps | Notes        |
| ---- | ------- | ------------------ | ------------------- | ----- | ------------ |
| 1    | 2       | Barakat Al-Harthi  | Oman                | 10.27 | Q, SB        |
| 2    | 9       | Emanuel Archibald  | Guyana              | 10.30 | Q            |
| 3    | 1       | Mohamed Alhammadi  | Émirats arabes unis | 10.59 | Q, PB (.581) |
| 3    | 5       | Banuve Tabakaucoro | Fidji               | 10.59 | Q, PB (.581) |
| 5    | 7       | Bruno Rojas        | Bolivie             | 10.64 |              |
| 6    | 4       | Didier Kiki        | Bénin               | 10.69 | PB           |
| 7    | 3       | Badamassi Saguirou | Niger               | 10.87 | PB           |
| 8    | 8       | Ronald Fotofili    | Tonga               | 11.19 | SB           |
|      | 6       | Aveni Miguel       | Angola              | DQ    |              |

#### Série 3
| Rang | Couloir | Athlète           | Pays                             | Temps | Notes     |
| ---- | ------- | ----------------- | -------------------------------- | ----- | --------- |
| 1    | 6       | Dorian Keletela   | Équipe olympique des réfugiés    | 10.33 | Q, PB     |
| 2    | 1       | Guy Maganga Gorra | Gabon                            | 10.61 | Q         |
| 3    | 2       | Oliver Mwimba     | République démocratique du Congo | 10.63 | Q         |
| 4    | 3       | Ildar Akhmadiev   | Tadjikistan                      | 10.66 | PB        |
| 5    | 5       | Jonah Harris      | Nauru                            | 11.01 | SB        |
| 6    | 8       | Scott Fiti        | Micronésie                       | 11.25 | SB        |
| 7    | 4       | Seco Camara       | Guinée-Bissau                    | 11.33 | PB        |
| 8    | 9       | Adrian Ililau     | Palaos                           | 11.42 | PB (.414) |
| 9    | 7       | Karalo Maibuca    | Tuvalu                           | 11.42 | NR (.418) |

### Séries
Les 3 premiers de chaque série (Q) et les trois meilleurs temps (q) se qualifient pour les demi-finales.

#### Série 1
| Rang | Couloir | Athlète             | Pays           | Temps | Notes |
| ---- | ------- | ------------------- | -------------- | ----- | ----- |
| 1    | 8       | Ronnie Baker        | États-Unis     | 10.03 | Q     |
| 2    | 3       | Jimmy Vicaut        | France         | 10.07 | Q, SB |
| 3    | 2       | Usheoritse Itsekiri | Nigeria        | 10.15 | Q     |
| 4    | 1       | Zhiqiang Wu         | Chine          | 10.18 |       |
| 5    | 9       | Chun-Han Yang       | Taipei chinois | 10.21 | SB    |
| 6    | 7       | Shuhei Tada         | Japon          | 10.22 |       |
| 7    | 5       | Emre Zafer Barnes   | Turquie        | 10.47 |       |
| 8    | 6       | Guy Maganga Gorra   | Gabon          | 10.77 |       |
| —    | 4       | Tyquendo Tracey     | Jamaïque       | —     | DNS   |

#### Série 2
| Rang | Couloir | Athlète           | Pays                          | Temps | Notes |
| ---- | ------- | ----------------- | ----------------------------- | ----- | ----- |
| 1    | 6       | Enoch Adegoke     | Nigeria                       | 9.98  | Q, PB |
| 2    | 3       | Femi Ogunode      | Qatar                         | 10.02 | Q     |
| 3    | 8       | Zharnel Hughes    | Grande-Bretagne               | 10.04 | Q, SB |
| 4    | 7       | Trayvon Bromell   | États-Unis                    | 10.05 | q     |
| 5    | 9       | Felipe Bardi      | Brésil                        | 10.26 |       |
| 6    | 4       | Silvan Wicki      | Suisse                        | 10.28 |       |
| 7    | 5       | Samson Colebrooke | Bahamas                       | 10.33 |       |
| 8    | 1       | Dorian Keletela   | Équipe olympique des réfugiés | 10.41 |       |
| 9    | 2       | Emanuel Archibald | Guyana                        | 10.41 |       |

#### Série 3
| Rang | Couloir | Athlète                      | Pays                             | Temps | Notes |
| ---- | ------- | ---------------------------- | -------------------------------- | ----- | ----- |
| 1    | 4       | Marcell Jacobs               | Italie                           | 9.94  | Q, NR |
| 2    | 9       | Oblique Seville              | Jamaïque                         | 10.04 | Q, PB |
| 3    | 1       | Shaun Maswanganyi            | Afrique du Sud                   | 10.12 | Q     |
| 4    | 7       | Ryota Yamagata               | Japon                            | 10.15 |       |
| 5    | 2       | Zhenye Xie                   | Chine                            | 10.16 |       |
| 6    | 5       | Yupun Abeykoon Mudiyanselage | Sri Lanka                        | 10.32 |       |
| 7    | 8       | Carlos Nascimento            | Portugal                         | 10.37 |       |
| 8    | 6       | Gavin Smellie                | Canada                           | 10.44 |       |
| 9    | 3       | Oliver Mwimba                | République démocratique du Congo | 10.97 |       |

#### Série 4
| Rang | Couloir | Athlète                 | Pays                       | Temps | Notes |
| ---- | ------- | ----------------------- | -------------------------- | ----- | ----- |
| 1    | 2       | Gift Leotlela           | Afrique du Sud             | 10.04 | Q     |
| 2    | 4       | Bingtian Su             | Chine                      | 10.05 | Q     |
| 3    | 8       | Jason Rogers            | Saint-Christophe-et-Niévès | 10.21 | Q     |
| 4    | 7       | Yuki Koike              | Japon                      | 10.22 |       |
| 5    | 5       | Lalu Muhammad Zohri     | Indonésie                  | 10.26 | SB    |
| 6    | 3       | Ebrima Camara           | Gambie                     | 10.33 |       |
| 7    | 6       | Kemar Hyman             | Îles Caïmans               | 10.41 |       |
| 8    | 9       | Ratu Banuve Tabakaucoro | Fidji                      | 10.70 |       |
| —    | 1       | Mark Otieno Odhiambo    | Kenya                      | —     | DNS   |

#### Série 5
| Rang | Couloir | Athlète           | Pays                | Temps | Notes |
| ---- | ------- | ----------------- | ------------------- | ----- | ----- |
| 1    | 9       | Andre de Grasse   | Canada              | 9.91  | Q, SB |
| 2    | 3       | Fred Kerley       | États-Unis          | 9.97  | Q     |
| 3    | 6       | Ferdinand Omurwa  | Kenya               | 10.01 | Q, NR |
| 4    | 1       | Filippo Tortu     | Italie              | 10.10 | q, SB |
| 5    | 8       | Reece Prescod     | Grande-Bretagne     | 10.12 | q, SB |
| 6    | 5       | Jak Ali Harvey    | Turquie             | 10.25 |       |
| 7    | 4       | Barakat Al-Harthi | Oman                | 10.31 |       |
| 8    | 7       | Mohamed Alhammadi | Émirats arabes unis | 10.64 |       |
|      | 2       | Divine Oduduru    | Nigeria             |       | DQ    |

#### Série 6
| Rang | Couloir | Athlète            | Pays               | Temps | Notes |
| ---- | ------- | ------------------ | ------------------ | ----- | ----- |
| 1    | 4       | Akani Simbine      | Afrique du Sud     | 10.08 | Q     |
| 2    | 3       | Arthur Cisse       | Côte d'Ivoire      | 10.15 | Q     |
| 3    | 6       | Paulo Andre Camilo | Brésil             | 10.17 | Q     |
| 4    | 1       | Hassan Taftian     | Iran               | 10.19 |       |
| 5    | 9       | Emmanuel Matadi    | Liberia            | 10.25 |       |
| 6    | 5       | Cejhae Greene      | Antigua-et-Barbuda | 10.25 |       |
| 7    | 8       | Ngoni Makusha      | Zimbabwe           | 10.43 |       |
| 8    | 7       | Bismark Boateng    | Canada             | 10.47 |       |
|      | 2       | Fabrice Dabla      | Togo               |       | DQ    |

#### Série 7
| Rang | Couloir | Athlète                | Pays            | Temps | Notes |
| ---- | ------- | ---------------------- | --------------- | ----- | ----- |
| 1    | 1       | Rohan Browning         | Australie       | 10.01 | Q, PB |
| 2    | 5       | Yohan Blake            | Jamaïque        | 10.06 | Q     |
| 3    | 3       | Chujindu Ujah          | Grande-Bretagne | 10.08 | Q     |
| 4    | 6       | Benjamin Azamati-Kwaku | Ghana           | 10.13 |       |
| 5    | 2       | Kojo Musah             | Danemark        | 10.20 |       |
| 6    | 7       | Rodrigo do Nascimento  | Brésil          | 10.24 |       |
| 7    | 4       | Jan Volko              | Slovaquie       | 10.40 |       |
| 8    | 9       | Yeykell Eliuth Romero  | Nicaragua       | 10.70 |       |
| 9    | 8       | Mario Burke            | Barbade         | 15.81 |       |

### Demi-finales
Qualification Rules: First 2 in each heat (Q) and the next 2 fastest (q) advance to the Final.

#### Demi-finale 1
| Rang | Couloir | Athlète             | Pays            | Temps   | Notes   |
| ---- | ------- | ------------------- | --------------- | ------- | ------- |
| 1    | 7       | Fred Kerley         | États-Unis      | 9 s 96  | Q       |
| 2    | 6       | Andre De Grasse     | Canada          | 9 s 98  | Q       |
| 3    | 9       | Ferdinand Omurwa    | Kenya           | 10 s 00 | NR      |
| 4    | 4       | Tlotliso Leotlela   | Afrique du Sud  | 10 s 03 |         |
| 5    | 8       | Jimmy Vicaut        | France          | 10 s 11 |         |
| 6    | 5       | Yohan Blake         | Jamaïque        | 10 s 14 |         |
| 7    | 2       | Usheoritse Itsekiri | Nigeria         | 10 s 29 |         |
| —    | 3       | Reece Prescod       | Grande-Bretagne | DQ      | TR 16.8 |

#### Demi-finale 2
| Rang | Couloir | Athlète           | Pays            | Temps            | Notes |
| ---- | ------- | ----------------- | --------------- | ---------------- | ----- |
| 1    | 8       | Zharnel Hughes    | Grande-Bretagne | 9 s 98           | Q, SB |
| 2    | 7       | Enoch Adegoke     | Nigeria         | 10 s 00 (9.995)  | Q     |
| 3    | 3       | Trayvon Bromell   | États-Unis      | 10 s 00 (9.996)  |       |
| 4    | 4       | Oblique Seville   | Jamaïque        | 10 s 09 (10.081) |       |
| 5    | 6       | Rohan Browning    | Australie       | 10 s 09 (10.083) |       |
| 6    | 9       | Shaun Maswanganyi | Afrique du Sud  | 10 s 10          |       |
| 7    | 2       | Filippo Tortu     | Italie          | 10. s 16         |       |
| 8    | 5       | Femi Ogunode      | Qatar           | 10 s 17          |       |

#### Demi-finale 3
| Rang | Couloir | Athlète                 | Pays                       | Temps          | Notes |
| ---- | ------- | ----------------------- | -------------------------- | -------------- | ----- |
| 1    | 4       | Su Bingtian             | Chine                      | 9 s 83 (9.827) | Q, AR |
| 2    | 6       | Ronnie Baker            | États-Unis                 | 9 s 83 (9.829) | Q, PB |
| 3    | 5       | Marcell Jacobs          | Italie                     | 9 s 84         | q, AR |
| 4    | 7       | Akani Simbine           | Afrique du Sud             | 9 s 90         | q     |
| 5    | 8       | Chijindu Ujah           | Grande-Bretagne            | 10 s 11        |       |
| 6    | 2       | Jason Rogers            | Saint-Christophe-et-Niévès | 10 s 12        |       |
| 7    | 9       | Arthur Cissé            | Côte d'Ivoire              | 10 s 18        |       |
| 8    | 3       | Paulo André de Oliveira | Brésil                     | 10 s 31        |       |

### Finale
Après un faux-départ du Britannique Zharnel Hughes, la finale du 100 mètres masculin voit l'Italien Marcell Jacobs, ancien sauteur en longueur né d'un père militaire américain et d'une mère italienne, devancer ses concurrents après un départ solide qui lui permet d'imposer sa puissance et sa fréquence jusqu'à battre le record d'Europe de la discipline en 9 s 80. Son temps est une surprise pour celui qui n'avait pas passé sous la barre des 10 s avant le début de la saison 2021 mais il s'explique en partie par des pointes nouvelle génération et une piste japonaise de grande qualité.
| Rang                                | Couloir | Athlète         | Pays            | Temps  | Notes       |
| ----------------------------------- | ------- | --------------- | --------------- | ------ | ----------- |
| Médaille d'or, Jeux olympiques      | 3       | Marcell Jacobs  | Italie          | 9 s 80 | AR          |
| Médaille d'argent, Jeux olympiques  | 5       | Fred Kerley     | États-Unis      | 9 s 84 | PB          |
| Médaille de bronze, Jeux olympiques | 9       | Andre De Grasse | Canada          | 9 s 89 | PB          |
| 4                                   | 2       | Akani Simbine   | Afrique du Sud  | 9 s 93 |             |
| 5                                   | 7       | Ronnie Baker    | États-Unis      | 9 s 95 |             |
| 6                                   | 6       | Su Bingtian     | Chine           | 9 s 98 |             |
|                                     | 8       | Enoch Adegoke   | Nigeria         | DNF    |             |
|                                     | 4       | Zharnel Hughes  | Grande-Bretagne | DQ     | Faux départ |

## Légende
Records et Performances
- AR : Record continental (area record)
- CR : Record des championnats (championship record)
- MR : Record du meeting (meet record)
- NR : Record national (national record)
- OR : Record olympique (olympic record)
- PR : Record paralympique (paralympic record)
- PB : Record personnel (personal best)
- SB : Meilleure performance personnelle de la saison (season's best)
- WL : Meilleure performance mondiale de l'année (world leader)
- WJR : Record du monde junior (world junior record)
- WR : Record du monde (world record)

Circonstances et Conditions
- DNF : N'a pas terminé (did not finish)
- DNS : N'a pas pris le départ (did not start)
- DQ : Disqualification (disqualification)
- NM : Aucun essai valable enregistré (No Mark)
- Q : Qualifié « directement » au prochain tour (ou à la prochaine compétition), lors d'une compétition majeure, grâce au classement ou à la réalisation des minima (automatic qualifier)
- q : Qualifié au prochain tour (ou à la prochaine compétition), lors d'une compétition majeure, grâce au repêchage ou à la réalisation de l'une des meilleures performances parmi celles des « non qualifiés directement » (grâce au meilleur temps ou à la meilleure distance par exemple) (secondary qualifier)